# Micreremites postmedia
Micreremites postmedia är en fjärilsart som beskrevs av George Francis Hampson 1898. Micreremites postmedia ingår i släktet Micreremites och familjen nattflyn. Inga underarter finns listade i Catalogue of Life.